# Рольфинг
Рольфинг, или «структурная интеграция» — система мануальной терапии с элементами кинезитерапии, созданная американской исследовательницей Идой Полин Рольф в 1920-х гг.

## Суть метода
Рольфинг, по утверждению его основателей, это «целостная система манипуляции на мягких тканях и обучения правильным движениям, которая дает правильную ориентацию и организацию тканей и всего тела в условиях гравитации»..
Терапевтический эффект от манипуляции на мышцах и связках, в частности, проявляется в том, что пациенты могут стоять ровнее, выпрямиться, даже, становиться выше ростом, они могут двигаться лучше вследствие коррекции тонуса мягких тканей. Правда, по утверждениям оппонентов метода, системе рольфинга несколько недостает научной базы доказательств.
На шоу Опры Уинфри в 2007 году Мехмет Оз охарактеризовал рольфинг как «йогу, которую кто-то делает за вас».

## История метода
Ида Полин Рольф основала свою методику в Нью-Йорке еще в 20-х годах XX века. Тогда она стремилась помочь инвалидам Первой мировой войны, которые обратились к ней, как к последней инстанции, потому что не в состоянии были найти помощь нигде больше..
Метод менял названия на протяжении своего существования. Первое его название было «Постуральная релаксация», затем — «Структурная интеграция», но в результате он стал более известен как «Глубокий массаж».
«Рольф-институт структурной интеграции»(«RISI»), главный учебный и исследовательский центр методики, который изучает, развивает методику, готовит и сертифицирует специалистов по рольфинг-терапии («рольферов», «рольфинг-терапевтов» или «практиков рольфовского движения»), учредила лично Ида Рольф с единомышленниками в 1971 году как «Гильдию структурной интеграции».

## Показания и противопоказания
Рольфинг-процедуры обычно считаются безопасными, хотя, учитывая то, что они включают глубокие манипуляции на тканях, беременным женщинам и людям с заболеваниями сосудов, опорно-двигательного аппарата и крови, желательна предварительная консультация врача-куратора.

## Современные исследования
Хотя когда скептик Майкл Шермер назвал глубокий массаж и другие альтернативные методы лечения «кучей нелепостей». (а в то время доказательная база метода была действительно небогатой), сейчас общая концепция фасций все больше привлекает ученых. Проведенный в конце 2007 года первый «Конгресс исследователей фасций», собрал много ученых и клиницистов и стал знаковым событием для медицинского сообщества.

Один из исследователей, Роберт Шлейп (Schleip), изучая подход рольфингу-терапевтов к фасции и ее пластичности, предполагает, что успех методики заключается в уменьшении повышенного мышечного тонуса и других физиологических эффектах, которые могут быть вызваны стимуляцией механо-рецепторов фасциальних тканей.